# Szali
Szali (ros. Шали, czecz. Шела / Şela) – miasto w Rosji, położone w Czeczenii, nad Dżałką. Stolica rejonu szalińskiego. W 2021 roku liczyło 56 226 mieszkańców.
Prawa miejskie posiada od 1990 roku. 
W czasie I wojny czeczeńskiej 3 stycznia 1995 roku, rosyjskie myśliwce wielokrotnie bombardowały miasto bombami kasetowymi. Zbombardowany został rynek, stacja benzynowa, szpital.